# Jardín Etnobotánico de Limeuil
El Jardín etnobotánico de Limeuil (en francés: Jardin ethnobotanique de Limeuil, también Jardin Musée de Limeuil) es un jardín botánico de Francia de 3 hectáreas de extensión, de propiedad privada, localizado en la comuna de Limeuil, en el departamento de Dordogne, Nueva Aquitania. 
El código de identificación del Jardin ethnobotanique de Limeuil como  miembro del "Botanic Gardens Conservation Internacional" (BGCI), así como las siglas de su herbario es LIME.  Se encuentra abierto a diario. Se paga tarifa de entrada.

## Historia
El jardín fue creado en 1980 fruto de una colaboración entre botánicos, etnólogos, e historiadores para exhibir plantas de importancia etnobotánica a través del tiempo. 
Fue abierto al público en 1992.

## Colecciones
En la actualidad contiene diferentes secciones sí:
- Plantas Medicinales, y ornamentales de los cinco continentes
- Plantas de importancia etnobotánica a través de los tiempos, en la Francia Prehistórica, en el neolítico, en la Galia prerromana, en la Cultura galo-romana, en la Edad Media, el Renacimiento, y los cultivos actuales.
- Colección de coníferas (3 spp.),
- Árboles de hoja ancha (68 spp.),
- Colección de variedades frutales antiguas (90 spp.),
- Plantas de cosechas y sus parientes silvestres (414 spp.),
- Plantas de tomates silvestres (2 spp.) y sus cultivares (50 cvs),
- Herbario con 10000 especímenes.